# Atletismo nos Jogos Pan-Americanos de 1999 - Salto com vara masculino
A prova do salto triplo feminino nos Jogos Pan-Americanos de 1999 foi realizada em 27 de julho de 1999.

## Medalhistas
| Ouro                          | Prata                           | Bronze                  |
| Pat Manson USA Estados Unidos | Scott Hennig USA Estados Unidos | Jason Pearce CAN Canadá |

### Final
| Posição           | Nome           | Nacionalidade      | Marca | Notas |
| ----------------- | -------------- | ------------------ | ----- | ----- |
| Medalha de ouro   | Pat Manson     | USA Estados Unidos | 5.60  |       |
| Medalha de prata  | Scott Hennig   | USA Estados Unidos | 5.55  |       |
| Medalha de bronze | Jason Pearce   | CAN Canadá         | 5.30  |       |
| 4                 | Rob Pike       | CAN Canadá         | 5.20  |       |
| 5                 | Gustavo Rehder | BRA Brasil         | 5.10  |       |
| 5                 | Ricardo Diez   | VEN Venezuela      | 5.10  |       |
| 7                 | Roger Borbón   | CRC Costa Rica     | 4.90  |       |
| 7                 | Robison Pratt  | MEX México         | 4.90  |       |